# のら猫どらスケの夢
「のら猫どらスケの夢」（のらねこどらスケのゆめ）は、日本の歌。1990年4月 - 5月にNHKの歌番組「みんなのうた」で放送された。歌は小林幸子。

## 概要
ネコの「どらスケ」が人間の「サッちゃん」と激突した事から性格が入れ替わり、どらスケが人間生活を満喫するも、それは夢だったという曲。演歌歌手・小林幸子が歌う一方で、自ら作曲を手掛けたという異色曲。小林の『みんなのうた』出演は、1984年放送の『風ぐるま』に次いで2回目だが、今のところ最後。
映像はネコが主人公という事で、『ホワッツマイケル』でお馴染みの小林まことがキャラを手掛け、鈴木康彦がアニメ化した。小林の『みんなのうた』担当はこれが唯一。

初回放送から5年後の1995年4月 - 5月、それから22年後の2017年4月 - 5月にラジオのみで再放送された。